# Wings (Birdy)
Wings è un singolo della cantautrice britannica Birdy pubblicato come primo estratto dal secondo album in studio Fire Within per il download digitale il 29 luglio 2013 e in Regno Unito l'8 settembre 2013. In copertina la cantante sorridente è in piedi in un campo di grano.

## Video musicale
Il 30 luglio la cantante è stata sorpresa in uno scatto della preparazione del video in cui siede su una scalinata con le braccia incrociate sulle ginocchia ai piedi di un palazzo. Il 1º agosto Birdy ha poi comunicato che il video sarebbe stato pubblicato venerdì 2 agosto sulla pagina YouTube dell'artista inglese con uno scatto di lei di spalle che fronteggia una festa luminosa in giardino.

## Classifiche
| Classifica (2013) | Posizione massima |
| ----------------- | ----------------- |
| Australia         | 25                |
| Austria           | 3                 |
| Belgio (Fiandre)  | 5                 |
| Belgio (Vallonia) | 3                 |
| Francia           | 8                 |
| Germania          | 15                |
| Irlanda           | 1                 |
| Nuova Zelanda     | 17                |
| Paesi Bassi       | 27                |
| Regno Unito       | 16                |
| Svizzera          | 3                 |